# Кошкарата (река)
Кошкарата — река в Казахстане, протекает по территории Туркестанской и Жамбылской областей. Крупнейший правый приток Боралдая.

## География
Река Кошкарата образуется слиянием множества речек к северу от аула имени Рысбека батыра Жуалынского района Жамбылской области. Течёт на запад по горному ущелью через аулы Кошкарата и Актас Байдибекского района Туркестанской области. Впадае в Боралдай выше села Теректы.
Длина реки составляет 78 км. Питание снеговое, дождевое и грунтовое. Минерализация 0,2-0,4 г/л. Воды реки используются для питья и сельскохозяйственных нужд.